# EIF3A
La subunidad A del factor 3 de iniciación de la traducción eucariota (EIF3A) es una proteína que en los seres humanos está codificada por el gen EIF3A. Es una de las subunidades del factor de iniciación eucariota 3 (eIF3), un complejo multiproteico que desempeña un papel importante en la iniciación de la traducción en células eucariotas.

## Función
EIF3A es un componente de unión al ARN del complejo eucariota del factor de iniciación de la traducción 3 (eIF-3), que se requiere para varios pasos en el inicio de la síntesis de proteínas. El complejo eIF-3 se asocia con el ribosoma 40S y facilita el reclutamiento de eIF-1, eIF-1A, eIF-2: GTP: metionil-tRNAi y eIF-5 para formar al complejo de preiniciación 43S (43S PIC). El complejo eIF-3 estimula el reclutamiento de ARNm en el 43S PIC y el escaneo del ARNm para el reconocimiento de AUG. El complejo eIF-3 también es necesario para el desmontaje y el reciclaje de complejos ribosómicos posteriores a la terminación y, posteriormente, previene la unión prematura de las subunidades ribosómicas 40S y 60S antes de la iniciación. El complejo eIF-3  actúa específicamente en el inicio la traducción de un subconjunto de ARNm implicados en la proliferación celular, incluido el ciclo celular, la diferenciación y la apoptosis, y utiliza diferentes modos de unión del bucle madre del ARN para ejercer la activación o la represión de la traducción.
Se ha demostrado que EIF3 interactúa con:
- DISC1,
- EIF3B,
- EIF3C,
- EIF3D,
- EIF3EIP,
- EIF3F,
- EIF3G,
- EIF3H,
- EIF3I
- EIF3J,
- EIF3K,
- EIF3S6,
- EIF4B,
- EIF4G2,
- FBXO32.